# 韧皮部

截面一亞麻莖（flax plant stem）：
1. 髓
2. 原生木质部
3. 木质部 I
3.5.维管束形成層
4. 韧皮部 I
5. 韧皮纤维
5.5 木栓形成層
6. 木栓層
7.表皮

韧皮部（phloem）是维管植物的输导组织，负责将光合作用的产物——葡萄糖，由进行光合作用的器官运输到植物的其他部位；或由儲存養分的器官運輸到需要能量的器官（雙向運輸）。

## 组成

一些韧皮部细胞的横截面

由筛分子，薄壁组织和厚壁组织细胞构成。

### 筛分子
包括筛管和筛胞。
筛管分布于被子植物,成熟后的筛分子会损失掉大部分细胞器，细胞核解体，保留有质体、P蛋白体和一部分内质网，只能由旁边的伴胞提供营养。筛分子和伴胞来源于同一筛母细胞。筛管分子顶端相互连接，胞壁之间穿孔，形成筛板。联络索通过筛板孔上下贯穿，在联络索的周围有胼胝质鞘包围，以调节运输。伴胞通过原生質絲与筛管分子联系，保持筛管分子的形态与渗透压，并为之提供营养和能量。
筛胞则存在于蕨类和裸子植物的韧皮部。筛胞和筛管分子结构相似，但并无筛板。筛胞由蛋白质细胞（albuminous cell）在松树的针叶横切面可见，又名斯特拉斯堡细胞，提供营养。但蛋白质细胞和筛胞并不来自同一母细胞。

### 厚壁细胞
可分成纤维和石细胞两种。

### 薄壁组织
与木质部相似，分为轴向薄壁组织细胞和射线薄壁组织细胞。其中有一部分细胞薄壁内突，这些细胞特化为传递细胞，起着调节运输的作用。

## 生长发展

### 初生韌皮部
包括篩管單位，伴細胞，纖維及薄壁組織。

### 次生韌皮部
包括有篩結構、伴細胞，厚壁細胞及薄壁細胞等。

## 資料來源
- 《普通植物學》 作者：易希道 許志超等編著 環球書社
- 马炜良、王幼芳、李宏庆. . 高等教育出版社. ISBN 978-7-04-042777-6.